# Virgen de Consolación (Carrión de los Céspedes)
Nuestra Señora de Consolación de Carrión de los Céspedes es una imagen de Carrión de los Céspedes (provincia de Sevilla). La Santísima Virgen es venerada en la Ermita de Nuestra Señora de Consolación, templo del siglo XIII, remodelado en el siglo XVIII tras el terremoto de Lisboa. En esta ermita se encuentra erigida canónicamente la Real,  Hermandad del Santísimo Cristo de la Vera Cruz, María Santísima de la Soledad, y Nuestra Señora de Consolación Patrona de Carrión de los Céspedes. 
 
La imagen actual es del siglo XVIII
Las fiestas más destacadas de la hermandad son las siguientes:
Para las fiestas navideñas, el pueblo de Carrión celebra la Eucaristía navideña el día 25 de diciembre en la ermita. 
El día 1 de enero, el divino infante de la Virgen de Consolación recorre las calles del pueblo portado por los hermanos en su cuna de plata el siglo XVII, para su adoración en todos los hogares carrioneros.En décadas pasadas, la virgen amanecía erigida sedente en su trono y así se recuperó esta antiquísima tradición en el año 2015.
En la cuaresma se celebran los cultos en honor a los titulares de penitencia de la hermandad. Se celebra el triduo en honor al Santísimo Cristo de la Vera Cruz y María Santísima de la Soledad y viacrucis con el crucificado por los alrededores de la ermita. Igualmente se celebra el besamanos y besapié de nuestros titulares.
Cada 4 años el Cristo de la Vera Cruz y la Virgen de la Soledad salen en procesión en Stabat Mater, en un paso portado por los hermanos costaleros. Así se viene haciendo desde que en 2010 se conmemorará el CCCL aniversario de la hermandad de la Verá Cruz y Consolación.
Para la Solemnidad del Corpus Christi es la hermandad de Consolación la que, desde los orígenes de la fiesta, prepara los cultos y actos. Para ello, el viernes anterior al Domingo de la Santísima Trinidad los hermanos parten al campo para la tradicional Corta del romero, con el que posteriormente adornarán los arcos y palos de bandera que, desde al menos el SXVIII se vienen alzando para las fiestas del Corpus.
El domingo de la Santísima Trinidad, se celebra la Misa de romeros en la ermita. Por la tarde, tiene lugar la romería de Carrión de los Céspedes o El romero, en la que caballistas y charrets recorren el pueblo con las sevillanas dedicadas a Consuelo y Jesús Sacramentado.
El lunes y martes siguientes, los hermanos de Consolación visten las calles de papel, flores, romero y colores con los arcos, cúpulas y grandes estructura. El miércoles víspera del Corpus, la virgen de Consolación es trasladad de su ermita a la Parroquia de San Martín. Recorre una parte del pueblo entre vítores, fuegos artificiales y júbilo, haciendo su entrada en la Parroquia.
El jueves del Corpus Christi, preside la Eucaristía del Corpus en la Parroquia, tras la cual, tiene lugar la procesión, en la que la Virgen de Consolación abre el cortejo, seguida de mujeres de mantilla y los niños de comunión, para cerrar el cortejo el Santísimo Sacramento del altar, portado por hermanos de la corporación.
El viernes siguiente, la Virgen de Consolación regresa a su ermita tras la Eucaristía por los difuntos del pueblo.

## Estilo y descripción
La efigie de Ntra. Sra. de Consolación responde al modelo iconográfico de la Virgen con el Niño. Es una imagen de vestir o “de candelero” de tamaño algo menor al natural y notable calidad artística. Se trata de una obra anónima fechable en la segunda mitad del siglo XVI que tanto formal como estilísticamente se encuadra en el quehacer de los inicios de la escuela sevillana. El clasicismo de las líneas del rostro denotan la influencia de la corriente romanista que va a marcar la producción de la imaginería hispalense de las últimas décadas del XVI lo que unido a ciertos arcaísmos, como una acusada frontalidad, nos sitúa en un taller de Sevilla en el que trabajaran y se formaran artistas que fueran definiendo las líneas del protobarroco.
Sobre el último cuarto del siglo XVIII se fecha la intervención que confiere a esta imagen el aspecto con el que ha llegado a nuestros días. La falta de definición de los conceptos y criterios de restauración en esta época hace que se modifique el original para lograr una adaptación a los gustos del momento perdiéndose así elementos primitivos y añadiéndose otros propios de los estilos artísticos imperantes que, han tenido como consecuencia, generar cierta confusión a la hora de datar la imagen.
Por lo que respecta al Niño Jesús, se trata de una talla exenta, de bulto redondo, tamaño proporcionado al de su Madre y gran belleza. Es también una efigie anónima pero de cronología posterior a la Virgen pudiéndose estimar de un momento muy avanzado del siglo XVII o de principios del XVIII.
Posteriormente, en 1998 y 1999, la virgen fue restaurada. Actualmente, porta como desde hace siglos el barco que tan descriptivo es entre las imagen de la mismo iconografía; Virgen de Consolación.

## Historia
Tras la Reconquista en el siglo XIII se funda Carrión de los Céspedes, edificado sobre una alquería mora. Ya en este siglo se tiene constancia documental de la presencia de la actual ermita de Nuestra Señora de Consolación, llamada Santa María de Carrión por los caballeros de la orden de Calatrava.
Durante los años de la peste negra los carrioneros acudían a la virgen en busca de consuelo, de ahí la advocación actual, Santa María de Consolación. No es hasta 1660 cuando se funda la hermandad de la Santa Vera Cruz. Desde, al menos, el siglo XVII y hasta el XIX, la virgen de Consolación acompañaba al Cristo de la Vera Cruz el Jueves Santo, hasta la adquisición en el siglo XIX de la imagen dolorosa de Nuestra Señora de la Soledad.
La fiesta del Corpus Christi, por otro lado, de instaura en Carrión prácticamente desde el momento en que así se erige en el catolicismo. La Virgen de Consolación acompañaba desde el primer momento a Jesús Sacramentado, y así sigue siendo en la actualidad. Para ello, los hermanos adornaban las calles y las perfumaban con romero, palmas y estructuras que han ido evolucionando hasta los famosos arcos actuales.
La Virgen, igualmente, procesionaba para la fiesta de la Candelaria (de la que de conservan los antiguos vagones de cristianar del niño) y para la fiesta del Dulce nombre de María el 12 de septiembre.

## Festividades

### Corpus Christi
Esta es la fiesta más importante de la Hermandad, y es celebrada en la semana del Corpus Christi, la cual los carrioneros preparan con mucho amor y cariño a la virgen. 
Arranca la previa con la Presentación del cartel anunciador de las fiestas al Stmo. Corpus Christi semanas antes de esta. Consiste en que una persona, de cierto nivel artístico o fotográfico, desarrolla un cartel para que sea colocado en diversos pueblos y por supuesto en Carrión.
- Corta del Romero: Después de muchas semanas (el viernes anterior al jueves de Corpus), los carrioneros y carrioneras salen al campo a la tradicional Corta, que consiste en salir a los campos de los alrededores a recoger romero para entregárselo luego a la virgen. Este día se vive con mucha emoción y diversión entre cantes y sevillanas.
- El Romerito: es celebrado el día de la Santísima Trinidad, es decir, el domingo antes de Corpus. En el cual, los carrioneros y carrioneras, salen en coches de caballos, popularmente conocidos como charrés cantando sevillanas en honor a su virgen de Consolación. También suelen salir decenas y decenas de caballos que portan las insignias de la Hermandad, salvo el Simpecado, que sale en una carreta adornada de romero, tirada por bueyes. Cuando regresan los charrés a la ermita, la gente se arremolina para ver y oír las sevillanas que los hermanos cantan con devoción a la virgen y tras la sevillana un ya tradicional Viva a la virgen. Cuando pasan las veintenas de charrés, la banda que había tocado al romero durante el recorrido toca a la virgen que sale a la puerta. Cuando la virgen vuelve a entrar, hay un pequeño conjunto en la Plaza de la Constitución.
- Engalanamiento de las calles: se celebra el lunes y el martes después del romero, aunque es el martes el que se lleva la mayor parte del trabajo. Ese día los hermanos de Consolación, visten las calles con arcos de romero y moñitos de papel. Arcos a destacar: el Barquito y la Chocita, unos de los más antiguos de todos; el Toldito , colocado en la calle Ramón Barranco(calle arriba) que en lugar de ser como los otros ordinarios, se cubre por tiras de moñitos; arco de las cuatro esquinas, es un arco que tiene, en lugar de dos palos que lo sujetan como los demás, cuatro, y en lo alto tiene una cúpula; arco del Praíllo, es el que se encuentra justo antes de la entrada a la Iglesia de San Martín, es uno de los arcos más grandes del pueblo; y arco arco de la calle Huévar, es un arco que tiene en lo alto la espadaña de la Ermita de Nuestra Señora de Consolación, simulando la ermita real.
- Miércoles, la víspera: Entre el repicar de las campanas y la salva de cohetes a las doce, hora del ángelus y a las tres del mediodía Carrión se prepara para una de las jornadas más intensas de la fiesta. Por la noche nuestro Simpecado parte de la Iglesia Parroquial de San Martín Obispo en Santo Rosario hacia la Ermita, sede canónica de nuestra Hermandad. Como es habitual, a las once de la noche se produce la salida de nuestra bendita titular en solemne procesión hacia el templo parroquial, donde presidirá desde el altar mayor la Solemnidad del Corpus Christi. Cabe destacar la emocionante salida entre salva de cohetes y la vuelta hacia el cementerio donde aguardan nuestros hermanos difuntos. La procesión continúa por la calle Miguel de Cervantes, que abarrotada de público arropa el paso de la Patrona, que sigue bajando por la calle López Pinillos y gira en las cuatro esquinas hacia las calles Doctor Fleming y Avenida de Andalucía. Posteriormente la Virgen vuelve, pasa por la plaza del Indiano, y sube a la plaza de la Constitución, donde la corporación municipal le realiza una ofrenda floral a las puertas del Excmo. Ayuntamiento, de la que es Alcaldesa Honoraria Perpetua desde el año 1963. La Virgen se sigue paseando por las calles Fernando Rodríguez y Juan Carlos I, volviendo “al Pradillo” donde se produce la entrada triunfal de la Patrona en la Iglesia Parroquial.  Numerosas calles realizan una función de fuegos artificiales y salva de cohetería al paso de la procesión, así como numerosas ofrendas florales.
- Día de Corpus: Al alba, diana floreada por las bandas de música que luego acompañan la procesión. Solemne Eucaristía del Santísimo Corpus Christi en la Parroquia del pueblo, presidiendo el Altar Mayor la imagen de nuestra bendita titular, la Virgen de Consolación, excelsa Patrona y Alcaldesa Honoraria Perpetua de la villa. La Misa es oficiada por el Párroco y Director Espiritual de la Hermandad y cantada por el coro polifónico de la misma. Al finalizar la Eucaristía, procesión del Corpus Christi y acompañándolo, siguiendo inmemorial tradición, por antigüedad y patronazgo sobre el pueblo de Carrión de los Céspedes, la Virgen de Consolación. La cruz parroquial alzada abre un magno cortejo procesional en el que figuran las insignias de la Hermandad, Simpecado y Estandarte precediendo las andas de María, Madre de Dios del Consuelo. El guion Sacramental abre dos largas filas de mujeres ataviadas con mantillas, niños de comunión, monaguillos, acólitos y paso de la Custodia con el Señor Vivo y Resucitado. A continuación va el párroco con el palio en señal de respeto y tras este las autoridades y representaciones civiles y municipales. Pasadas las tres de la tarde, solemne Bendición con el Santísimo Sacramento en el “porche” de la plaza de San Martín, y entrada del Señor en la Iglesia. Momentos más tarde la Virgen, que le ha cedido su sitio, hace su entrada en el Templo entre la aclamación de su pueblo. Posteriormente, la Madre de los carrioneros es entronizada en el altar mayor y se canta una salve en su honor. Todo el recorrido de la procesión, está cubierto por una larga alfombra de juncia y romero, que da ese olor característico al Corpus de Carrión. Además se levantan siete bellos altares para el descanso de Jesús Sacramentado, que es portado a hombros de los carrioneros en un precioso y elegante paso de madera. Es digno de mención, el ambiente festivo que se vive en la tarde del Corpus Christi en los hogares de los carrioneros. Por la tarde Estación al Santísimo y rezo del Santo Rosario en la Parroquia ante el paso procesional de la Santísima Virgen de Consolación. Por la noche gran velada musical en la plaza de la Constitución que perdura hasta las primeras horas de la mañana.
- Viernes, el regreso: Por la tarde Solemne Eucaristía cantada y dedicada a nuestros hermanos costaleros. A continuación nueva salida procesional de la Virgen de regreso a su Templo. Antes de partir de vuelta, rinde honores al Santísimo ante la Capilla Sacramental de la Parroquia. Esta procesión está cargada de muchos sentimientos y emociones. Por un lado, es emotiva y apoteósica la salida, entre vítores y aplausos y el transitar de la procesión por la plaza de San Martín, calle Fernando Rodríguez y Tres de abril. Íntimo y nostálgico es el discurrir del cortejo por las calles Castelar, Pablo Ruíz Picasso, Ramón Barranco, Monge Bernal y Antonio Machado y con sabor añejo y de satisfacción cuando la Virgen pasa por la plaza del Indiano y llega a las cuatro esquinas, revirando hacia la calle López Pinillos y subiendo la calle Miguel de Cervantes que la conduce hacia su casa. Alrededor de las tres de la madrugada la Virgen entra en su ermita entre lágrimas de emoción, vítores de alegría y el resonar de los cohetes.

### Novena a la Virgen
En septiembre se celebran las Fiestas en honor a la Virgen de Consolación. El primer fin de semana de septiembre comienza la novena en su honor, para finalizar con la Función Principal de Instituto, procesión claustral con el Santísimo Sacramento por los aledaños de la ermita y su besamanos.
Cada 4 años, la novena se celebra en la Parroquia, para la cual la Virgen es trasladada en Rosario de la aurora, el sábado del primer fin de semana de septiembre. El domingo siguiente, la Virgen regresa a la ermita en una procesión triunfal. El próximo 2024 la novena se celebrará en la Parroquia.

### Navidad
Para la Navidad, el pueblo de Carrión celebra la Eucaristía navideña el día 25 de diciembre en la ermita. 
El día 1 de enero, el divino infante de la Virgen de Consolación recorre las calles del pueblo portado por los hermanos en su cuna de plata el siglo XVII, para su adoración en todos los hogares carrioneros.
El día 6 de enero, tiene lugar la Eucaristía de la Epifanía, la liturgia más antigua documentada que se celebra Carrión de los Céspedes. En décadas pasadas, la Patrona amanecía erigida sedente en su trono de reina y así se recuperó esta antiquísima tradición en el año 2015.

### Semana Santa
En la Cuaresma se celebran los cultos en honor a los titulares de penitencia de la hermandad. Se celebra el triduo en honor al Santísimo Cristo de la Vera Cruz y María Santísima de la Soledad y viacrucis con el crucificado por los alrededores de la ermita. Igualmente se celebra el besamanos y besapié de nuestros titulares.
Cada 4 años el Cristo de la Vera Cruz y la Virgen de la Soledad salen en procesión en Stabat Mater, en un paso portado por los hermanos costaleros. Así se viene haciendo desde que en 2010 se conmemorará el CCCL aniversario de la hermandad de la Verá Cruz y Consolación.